# Paulo Nascimento
Paulo Nascimento (Tupanciretã, 1964) é um cineasta, produtor e roteirista brasileiro. 

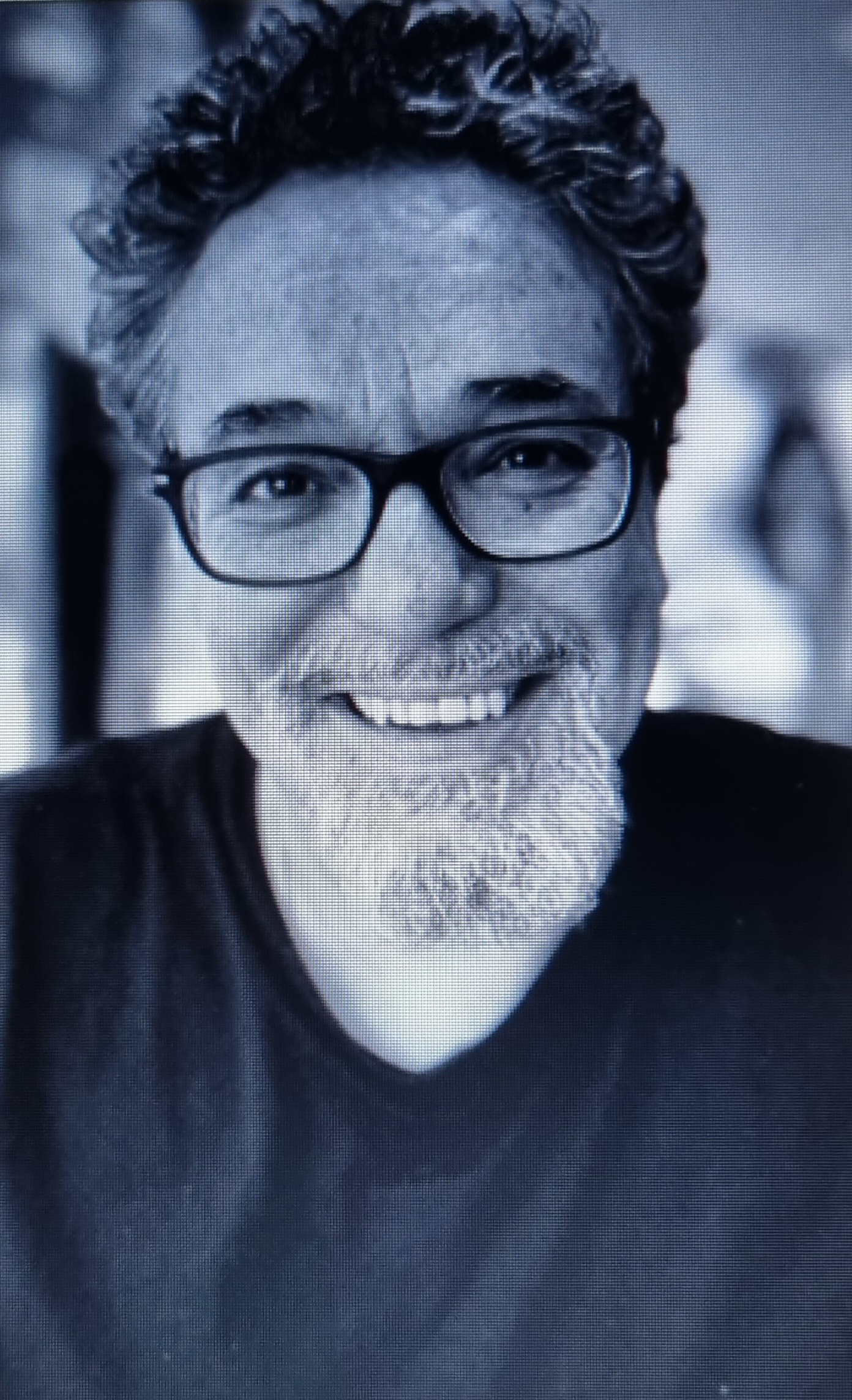
Paulo Nascimento

## Biografia
Cursou a faculdade de Comunicação Social na Universidade Federal de Santa Maria (UFSM) no Rio Grande do Sul e hoje é sócio da Accorde Filmes de Porto Alegre e trabalha como Diretor de Núcleo para a  Paris Filmes de São Paulo. 
Possui diversos trabalhos em longa-metragem, curta-metragem, séries de TV e documentários, além de trabalhos em publicidade. Também foi roteirista, diretor e showrunner na TV Globo durante seis anos.
Seus filmes e séries já foram lançados em vários países e conquistaram premiações em diversos Festivais, tanto no Brasil (kikito de melhor diretor no Festival de Gramado em 2009 por “Em Teu Nome"), quanto no exterior. 
Ainda desenvolveu coproduções com Portugal, Uruguai e Argentina, como o longa-metragem de ficção "A Oeste do Fim do Mundo". Ademais, possui trabalhos como escritor e compositor.

## Filmografia

### Cinema
| Ano       | Título                            | Funções              | Notas                       |
| --------- | --------------------------------- | -------------------- | --------------------------- |
| 1997      | O Chapéu                          | Diretor e roteirista | Ficção/curta-metragem       |
| 1998      | Dedos de Pianista                 | Diretor e roteirista | Ficção/curta-metragem       |
| 2005      | Diário de um Novo Mundo           | Diretor e roteirista | Ficção/longa-metragem       |
| 2008      | Valsa para Bruno Stein            | Diretor e roteirista | Ficção/longa-metragem       |
| 2008      | A Casa Verde                      | Diretor e roteirista | Ficção/longa-metragem       |
| 2009      | Em Teu Nome                       | Diretor e roteirista | Ficção/longa-metragem       |
| 2013      | A Oeste do Fim do Mundo           | Diretor e roteirista | Ficção/longa-metragem       |
| 2014      | Janeiro 27                        | Diretor e roteirista | Documentário/longa-metragem |
| 2015      | A Superfície da Sombra            | Diretor e roteirista | Ficção/longa-metragem       |
| 2018      | Teu Mundo não cabe nos meus Olhos | Diretor e roteirista | Ficção/longa-metragem       |
| 2021      | Distrito 666                      | Diretor e roteirista | Ficção/longa-metragem       |
| 2022      | Sem Fôlego (Breathless)           | Diretor e roteirista | Ficção/longa-metragem       |
| 2022/2023 | Ainda Somos os Mesmos             | Diretor e roteirista | Ficção/longa-metragem       |
| 2023      | Chama a Bebel                     | Diretor e roteirista | Ficção/longa-metragem       |

### Televisão
| Ano  | Título                              | Funções              | Episódios                           | Emissora                                        |
| ---- | ----------------------------------- | -------------------- | ----------------------------------- | ----------------------------------------------- |
| 2001 | Não é o Que Parece                  | Diretor e roteirista | 05 episódios                        | Canal Futura                                    |
| 2002 | Histórias Curtas                    | Diretor e roteirista | 01 episódio (O Julgamento de Átila) | RBS TV                                          |
| 2003 | A Escola Mágica                     | Diretor e roteirista | 60 capítulos                        | TVE RS                                          |
| 2003 | Não é o Que Parece                  | Diretor e roteirista | 05 episódios                        | Canal Futura                                    |
| 2004 | O Segredo                           | Diretor e roteirista | 60 capítulos                        | RTP de Portugal                                 |
| 2009 | Na Era dos Dinossauros              | Diretor e roteirista | 04 episódios                        | RBS TV e Canal Brasil                           |
| 2009 | A Viagem de Kemi                    | Diretor e roteirista | 102 episódios                       | TV Escola e TVs Educativas de língua portuguesa |
| 2010 | Educadores                          | Diretor e roteirista | 10 episódios                        | TV Escola                                       |
| 2010 | Contos de Natal                     | Diretor e roteirista | 05 episódios                        | RBS TV e TV Globo Internacional                 |
| 2011 | Fim do Mundo                        | Diretor e roteirista | 04 episódios                        | RBS TV                                          |
| 2014 | Animal                              | Diretor e roteirista | 13 episódios                        | GNT e TV Globo                                  |
| 2017 | Sonho Americano                     | Diretor e roteirista | 12 episódios                        | Travel Box Brazil                               |
| 2017 | Chuteira Preta (primeira temporada) | Diretor e roteirista | 12 episódios                        | Prime Box Brazil e Amazon Prime Video           |
| 2021 | Chuteira Preta (segunda temporada)  | Diretor e roteirista | 10 episódios                        | Prime Box Brazil                                |

## Teatro
- O Que Será Que Virá (texto e músicas)
- Vampíria (trilha)
- Revolução na América Latina (trilha)
- O Mágico de Oz (trilha)
- Cinderela (trilha)
- Sapatos Mágicos (trilha)

## Músicas
- Vinil Maxi Single Geração Saúde - 45 Rpm - 1986 pela gravadora Vice-Versa
- Vinil LP - Paulo Nascimento - 1985 pela gravadora ACIT

## Livros publicados
- 2023 - O Pai das Fake News (Editora Citadel)
- 2023 - Cães da Amazônia (Editora Citadel)

## Principais premiações
- 2023 - Prêmio Best Independent Film  (Melhor Filme Independente) no Montreal Independent Film Festival, por Ainda Somos os Mesmos.
- 2014 - Prêmios de melhor filme e de melhor atriz no Festival de Cinema Brasileiro em Toronto/Canadá, por A Oeste do Fim do Mundo.
- 2013 - Kikito de melhor ator, de júri popular e de menção honrosa no Festival de Cinema de Gramado, por A Oeste do Fim do Mundo.
- 2011 - Prêmios de melhor filme, de melhor ator, de melhor direção, de melhor arte, de melhor figurino e de melhor fotografia no Festival Nacional de Cinema e Vídeo dos Sertões, por Em Teu Nome.
- 2009 - Kikito de melhor diretor, de melhor ator, de melhor trilha musical e prêmio especial do júri no Festival de Cinema de Gramado, por Em Teu Nome.
- 2009 - Prêmio especial de direção e de melhor filme no Festival de Cinema de Piriápolis/Uruguai, por Em Teu Nome.
- 2009 - Prêmio de melhor arte e prêmio especial do júri no Festival de Cinema da Lapa, por Em Teu Nome.
- 2005 - Kikito de melhor filme pelo júri popular e melhor roteiro no Festival de Cinema de Gramado, por Diário de um Novo Mundo.